# Тридцатого уничтожить!
«„Тридцатого“ уничтожить!» — российский остросюжетный художественный фильм 1992 года. Экранизация одноимённого романа Виктора Доценко, который выступил режиссёром этого фильма. Премьера состоялась в сентябре 1993 года.

## Сюжет
Лето 1991 года — последние месяцы существования СССР. Тяжёлые испытания выпали на долю героя, ветерана афганской войны. После потери брата израненный «Рэкс» Сергей Черкасов попадает в плен, затем в монастырь, где под руководством таинственного учителя несколько лет овладевает могущественными боевыми искусствами, а затем несколько лет вынужденно скитается по некой мусульманской стране без средств к существованию. Однажды, совсем было отчаявшись, Сергей пытается продать на улице свои боевые награды и там же он знакомится с влиятельным Григорием Марковичем, который помогает ему вернуться на Родину. Затем происходит знакомство с интересной и непричастной, как ему кажется, девушкой Ланой, которая на самом деле является лживой и вероломной агентшей.
Однако, мирной работы для парня в Москве не находится и с помощью Григория Марковича Сергей вербуется на работу в расположенный в Средней Азии центр подготовки, как он думает, новобранцев для охраны секретных объектов КГБ. С приездом на оборудованную по последнему слову техники военную базу жизнь героя круто меняется. Он становится фактически пленником, из Сергея превращается в номер тридцатый. Там же он встречает своего старого товарища-сослуживца, которого много лет считал погибшим. Этот сослуживец объясняет Сергею, что новая веха его жизни связана не с КГБ, а с мафией, рвущейся к власти и торгующей оружием и наркотиками. Друзья-товарищи крадут из кабинета начальника базы дискету с важной информацией и предпринимают нечеловеческие усилия, чтобы сбежать из базы и доставить дискету в КГБ.

## В ролях
| Актёр                  | Роль                                                               |
| ---------------------- | ------------------------------------------------------------------ |
| Игорь Ливанов          | Сергей Черкасов, «Рэкс», «Тридцатый»                               |
| Аристарх Ливанов       | Андрей Воронов, капитан спецназа, «Одиннадцатый»                   |
| Марина Зудина          | Лана (озвучивание — Наталья Гурзо)                                 |
| Станислав Садальский   | «Четвертый»                                                        |
| Александр Пороховщиков | Григорий Маркович, дядя Ланы, «Второй»                             |
| Абу Ганем              | Раскатов, сингапурский мафиозо, «Первый»                           |
| Владимир Ивашов        | полковник КГБ Богомолов                                            |
| Николай Бармин         | генерал-майор КГБ Виктор Николаевич Рудаков                        |
| Александр Дубин        | майор КГБ                                                          |
| Виктор Доценко         | Дрёмов, капитан буксира (Бывший командир подводной лодки)          |
| Леонид Куравлёв        | продажный милиционер «Крот»                                        |
| Елена Костина          | Гюли, секретарь Раскатова                                          |
| Иван Шабалтас          | «Пятый»                                                            |
| Владимир Епископосян   | «Шестой»                                                           |
| Фёдор Смирнов          | «Десятый»                                                          |
| Анатолий Васьков       | «Третий»                                                           |
| Михаил Солодовник      | «Двенадцатый»                                                      |
| Олег Дурыгин           | боевик «Икс-3»                                                     |
| Александр Илюшко       | боевик «Икс-2»                                                     |
| Игорь Самойлов         | «Восьмой»                                                          |
| Александр Коровкин     | Алексей Петрович, «Девятый»                                        |
| Шахан Мусин            | «Учитель» (озвучивание — Владимир Ферапонтов)                      |
| Валерий Кудряшов       | наёмник (озвучивание — Дмитрий Матвеев)                            |
| Владимир Вихров        | сотрудник КГБ                                                      |
| Людмила Шапошникова    | эпизод                                                             |
| Юрий Шатунов           | помощник машиниста (нет в титрах) (озвучивание — Александр Рыжков) |
| Олег Корытин           | боевик на рельсах                                                  |

## Съёмочная группа
- Режиссёр: Виктор Доценко
- Автор сценария: Виктор Доценко
- Продюсеры: Юлий Любимов, Александр Савин, Абу Ганем
- Оператор: Николай Олоновский
- Художник: Василий Щербак
- Композитор: Сосо Барданашвили
- Автор песен: В. Мануйлов
- Исполнитель песен: Николай Парфенюк
- Постановщик трюков: Валерий Кудряшов
- Каскадёры: Олег Ботин, Сергей Сокольский